# Quincy (Ohio)
Quincy és una població dels Estats Units a l'estat d'Ohio. Segons el cens del 2000 tenia 734 habitants.

## Demografia
Segons el cens del 2000, Quincy tenia 734 habitants, 256 habitatges, i 199 famílies. La densitat de població era de 250,8 habitants per km².
Dels 256 habitatges en un 44,9% hi vivien nens de menys de 18 anys, en un 60,2% hi vivien parelles casades, en un 11,3% dones solteres, i en un 21,9% no eren unitats familiars. En el 18,8% dels habitatges hi vivien persones soles el 7,8% de les quals corresponia a persones de 65 anys o més que vivien soles. El nombre mitjà de persones vivint en cada habitatge era de 2,87 i el nombre mitjà de persones que vivien en cada família era de 3,28.
Per edats la població es repartia de la següent manera: un 33,5% tenia menys de 18 anys, un 8,3% entre 18 i 24, un 28,2% entre 25 i 44, un 20,4% de 45 a 60 i un 9,5% 65 anys o més.
L'edat mediana era de 31 anys. Per cada 100 dones de 18 o més anys hi havia 98,4 homes.
La renda mediana per habitatge era de 31.250 $ i la renda mediana per família de 36.375 $. Els homes tenien una renda mediana de 31.607 $ mentre que les dones 23.750 $. La renda per capita de la població era de 14.808 $. Aproximadament l'11% de les famílies i el 14,9% de la població estaven per davall del llindar de pobresa.

## Poblacions més properes
El següent diagrama mostra les poblacions més properes.